# Libocedrus bidwillii
Libocedrus bidwillii är en cypressväxtart som beskrevs av Joseph Dalton Hooker. Libocedrus bidwillii ingår i släktet Libocedrus och familjen cypressväxter. IUCN kategoriserar arten globalt som livskraftig. Inga underarter finns listade i Catalogue of Life.

## Bildgalleri

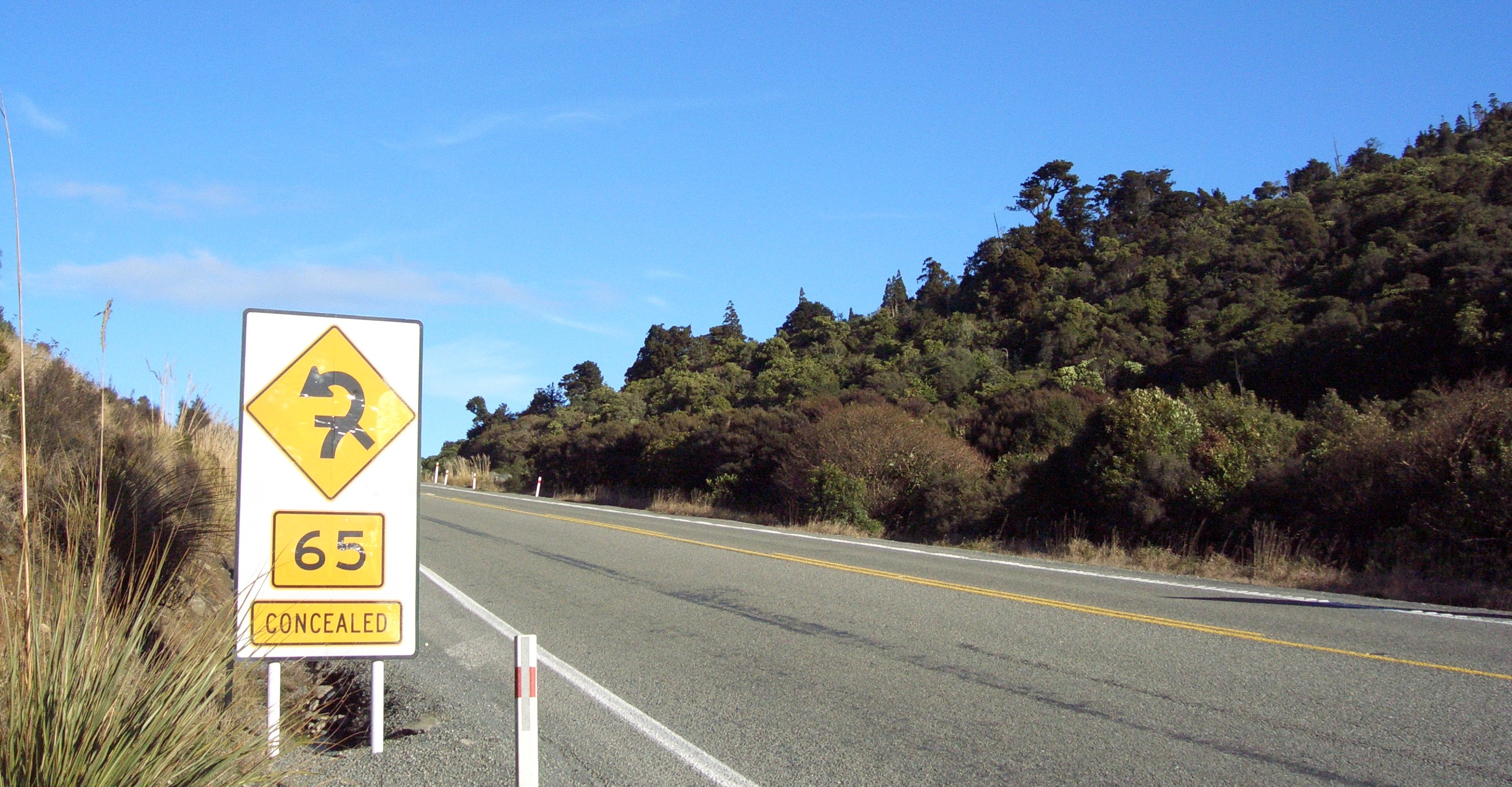
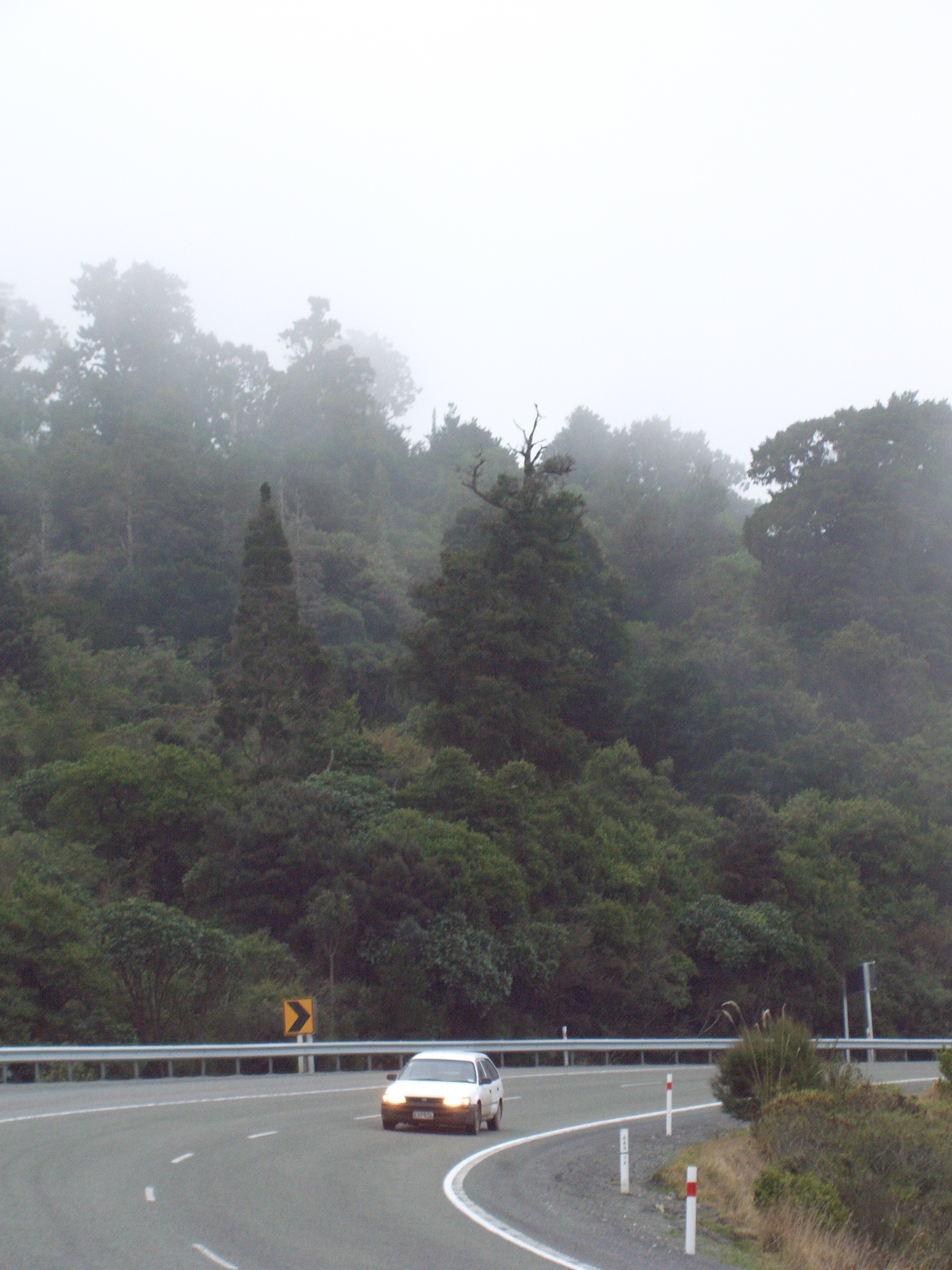
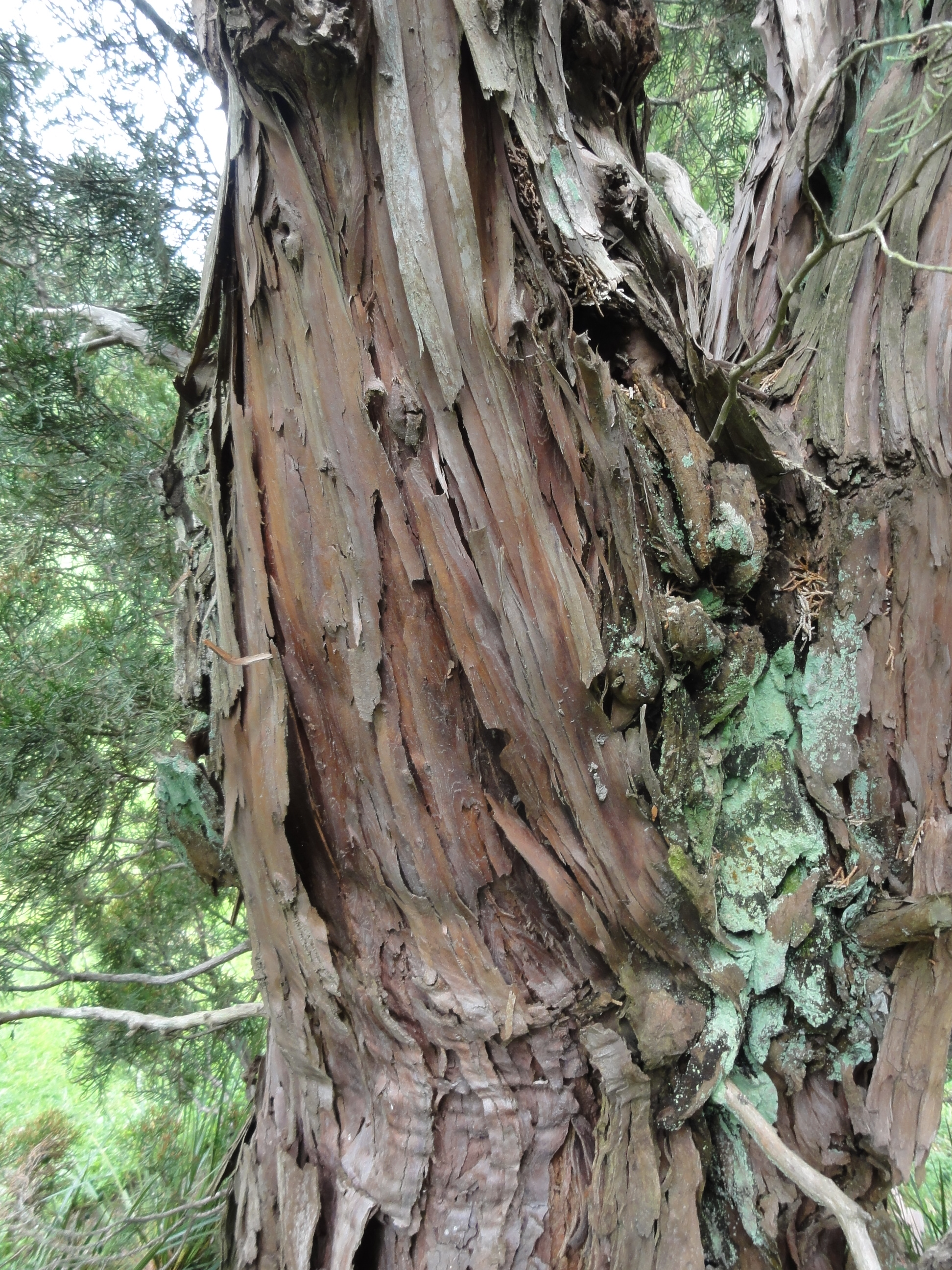
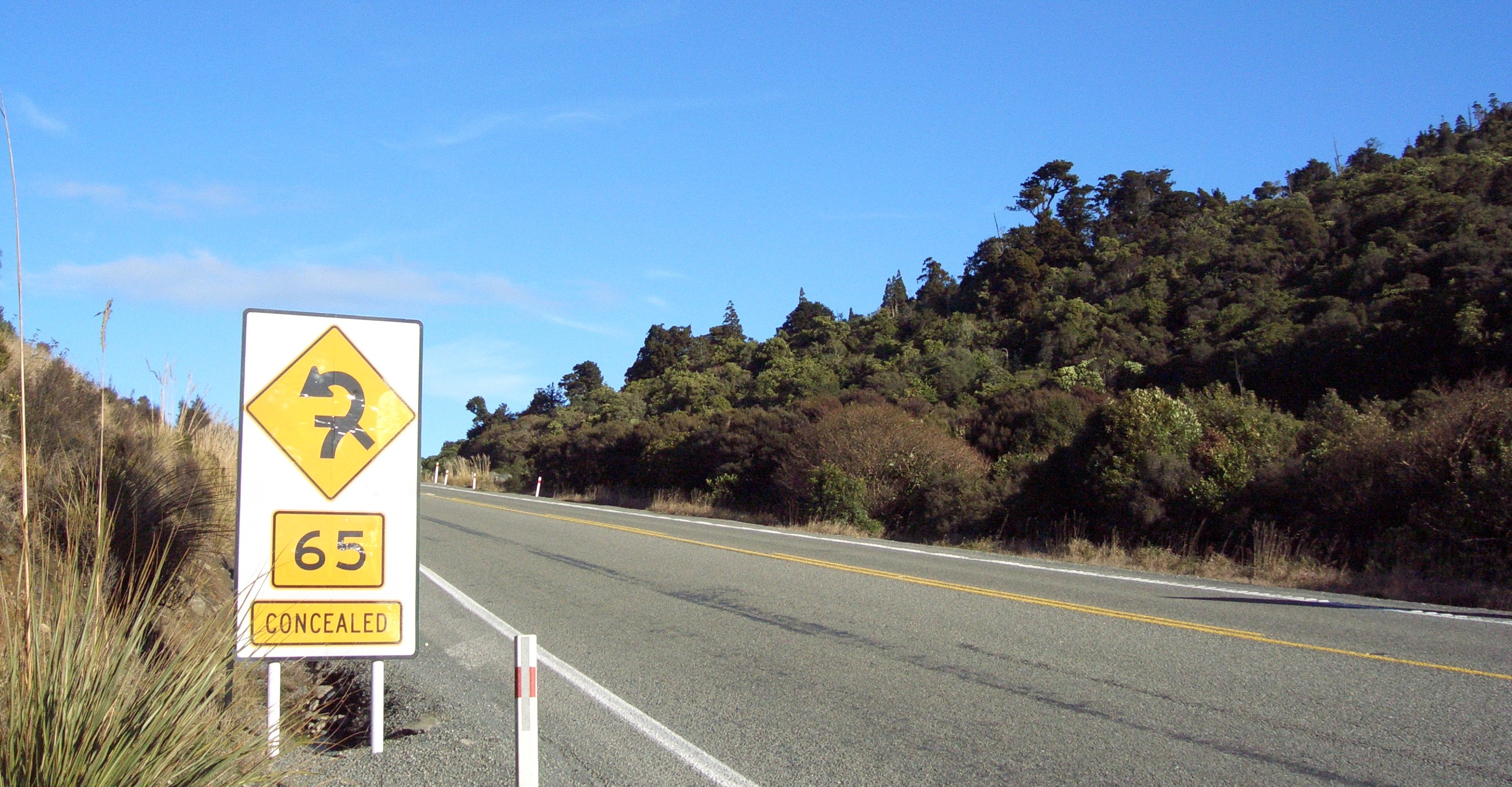